# Discothyrea velutina
Discothyrea velutina é uma espécie de formiga do gênero Discothyrea, pertencente à subfamília Proceratiinae.